# Parco John Lennon (L'Avana)
Il Parco John Lennon o Parque John Lennon (ex Parque Menocal) è un parco pubblico, situato nel distretto El Vedado a L'Avana, Cuba. Il parco prese l'odierna denominazione nel 2000 data la presenza di una statua in bronzo del celebre musicista.

## Descrizione
Su una delle panchine del parco, nei pressi dell'incrocio tra la sesta e la diciassettesima strada, è posizionata una scultura dell'ex Beatle John Lennon seduto sul lato destro della panchina, opera dello scultore cubano José Ramón Villa Soberón. Su una piastrella di marmo ai piedi della panchina c'è una iscrizione che recita: «Dirás que soy un soñador pero no soy el único» - John Lennon, traduzione in spagnolo della frase: «You may say I'm a dreamer, but I'm not the only one» ("Puoi dire che sono un sognatore, ma non sono l'unico") tratta dalla canzone Imagine.
La scultura di Lennon è attualmente priva dei caratteristici occhiali tondi, che sono stati rubati o vandalizzati svariate volte. Tuttavia, durante il giorno, è spesso presente nei pressi della panchina un uomo che su richiesta e dietro un piccolo compenso, mette degli occhiali alla statua per permettere ai turisti di fare delle foto.
La statua fu inaugurata l'8 dicembre 2000, ventesimo anniversario della morte di Lennon. L'anno successivo, lo scrittore cubano Ernesto Juan Castellanos scrisse un libro circa la statua dal titolo John Lennon en La Habana with a little help from my friends, nel quale racconta della messa al bando di John Lennon  e dei The Beatles a Cuba durante gli anni sessanta e settanta.

## Galleria d'immagini

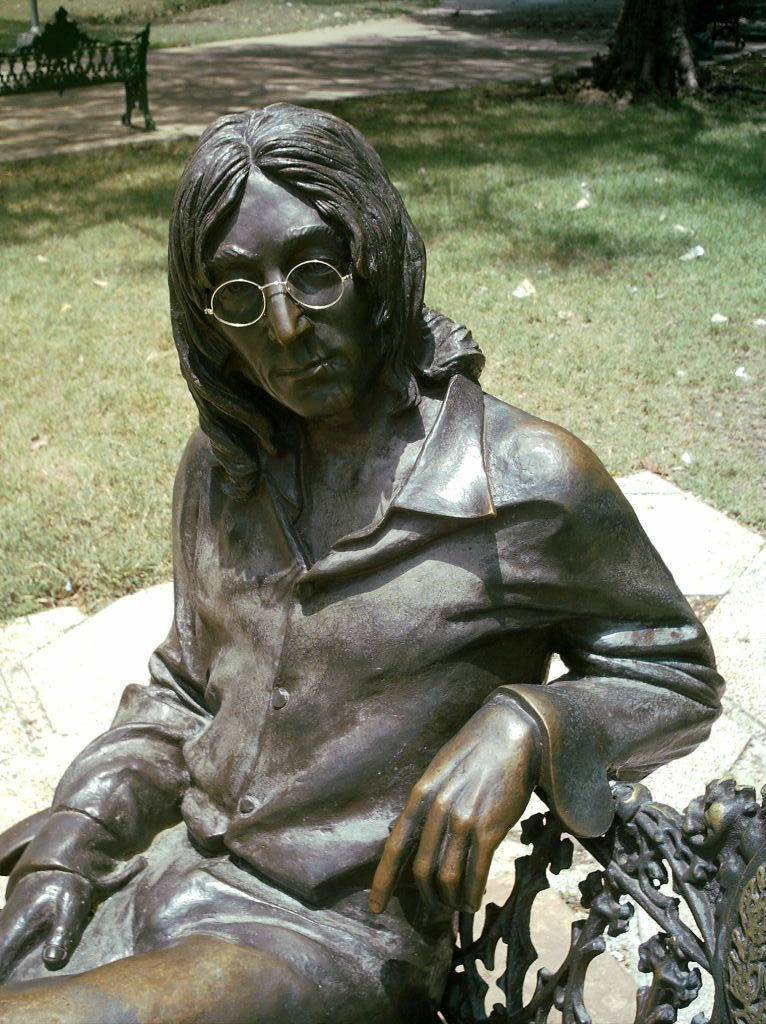
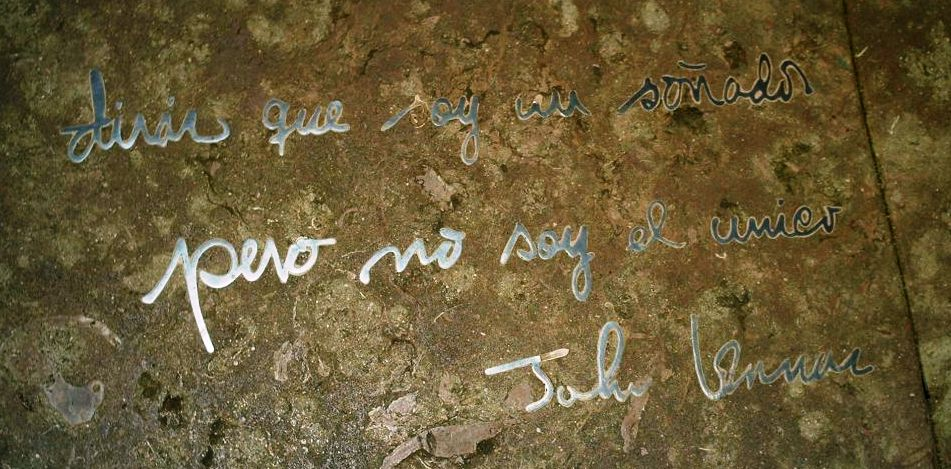
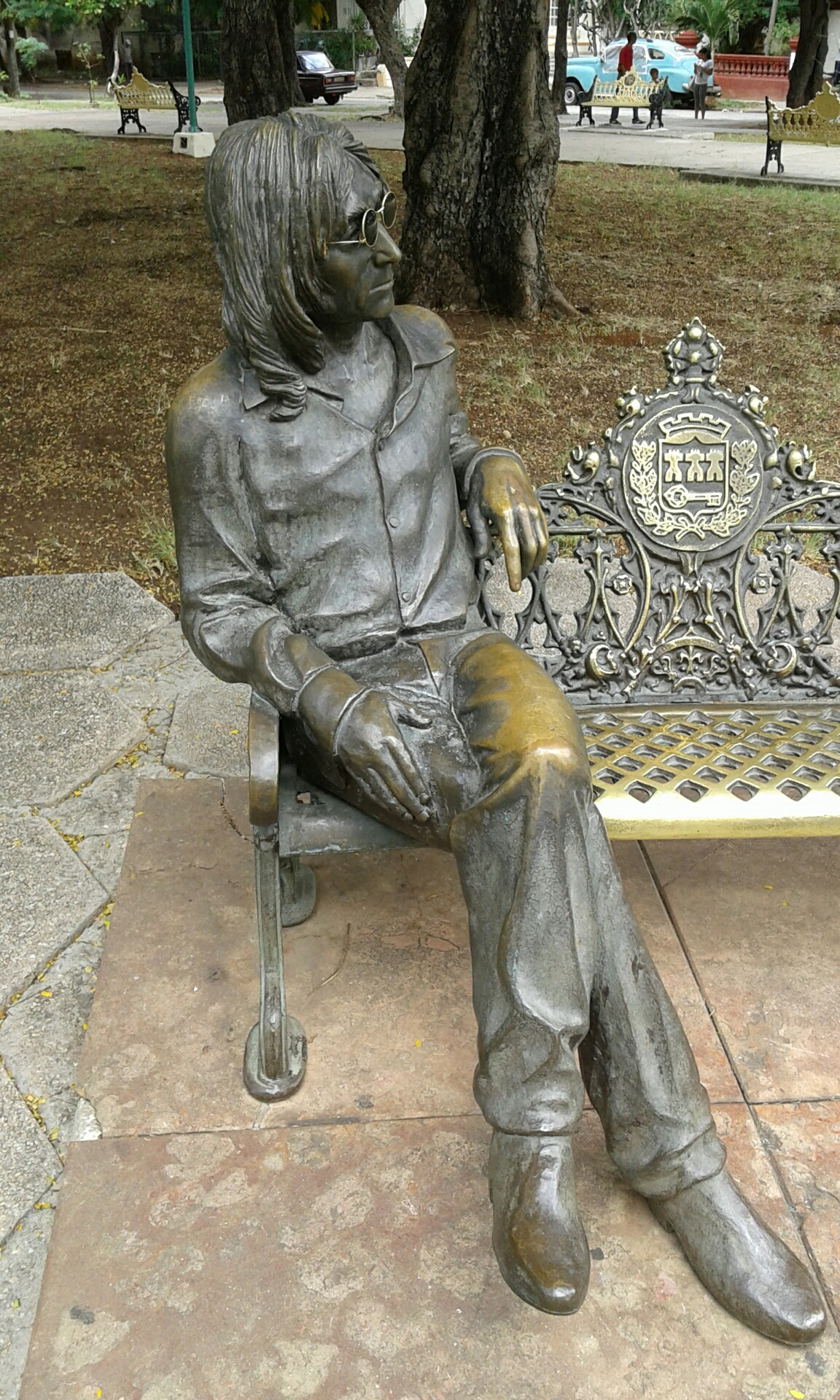
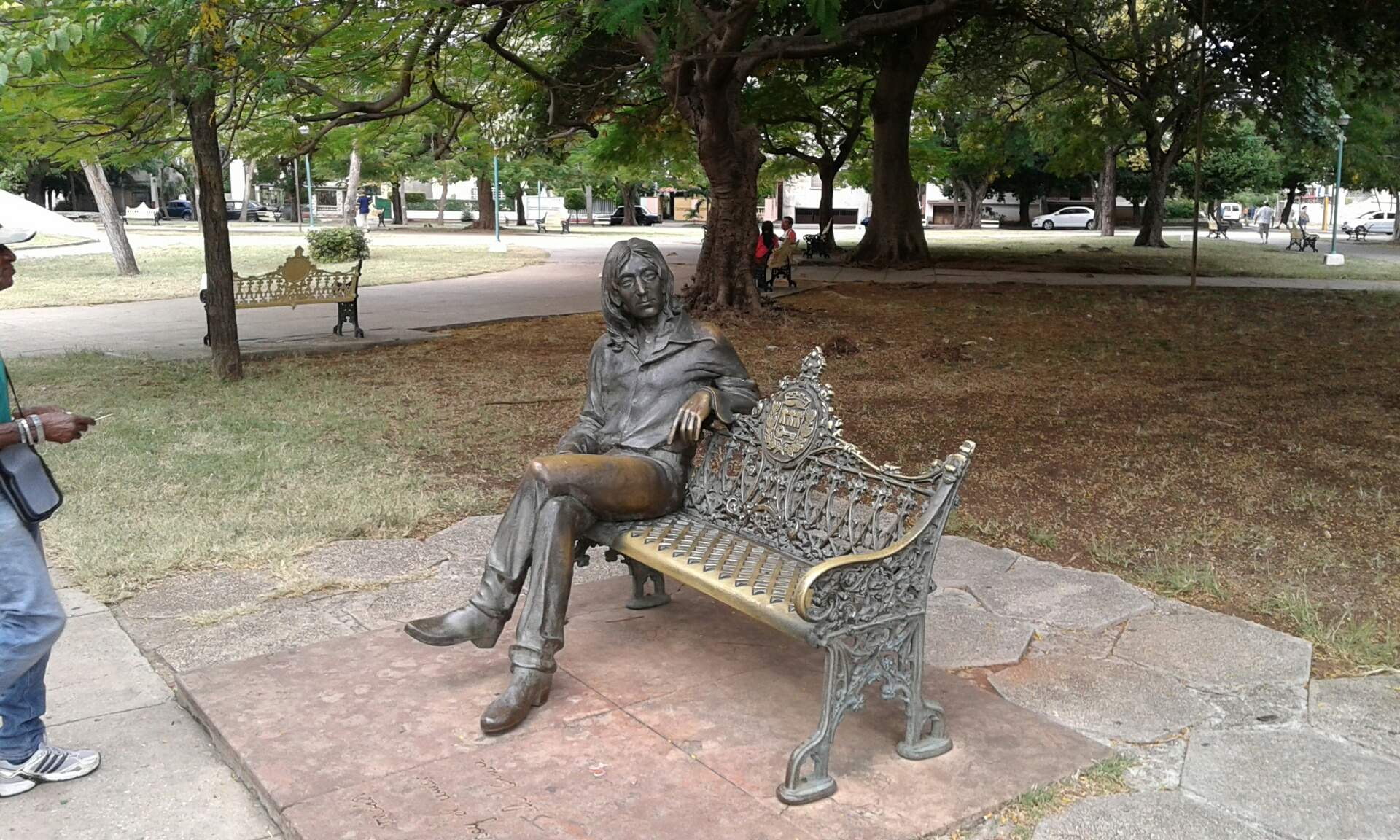
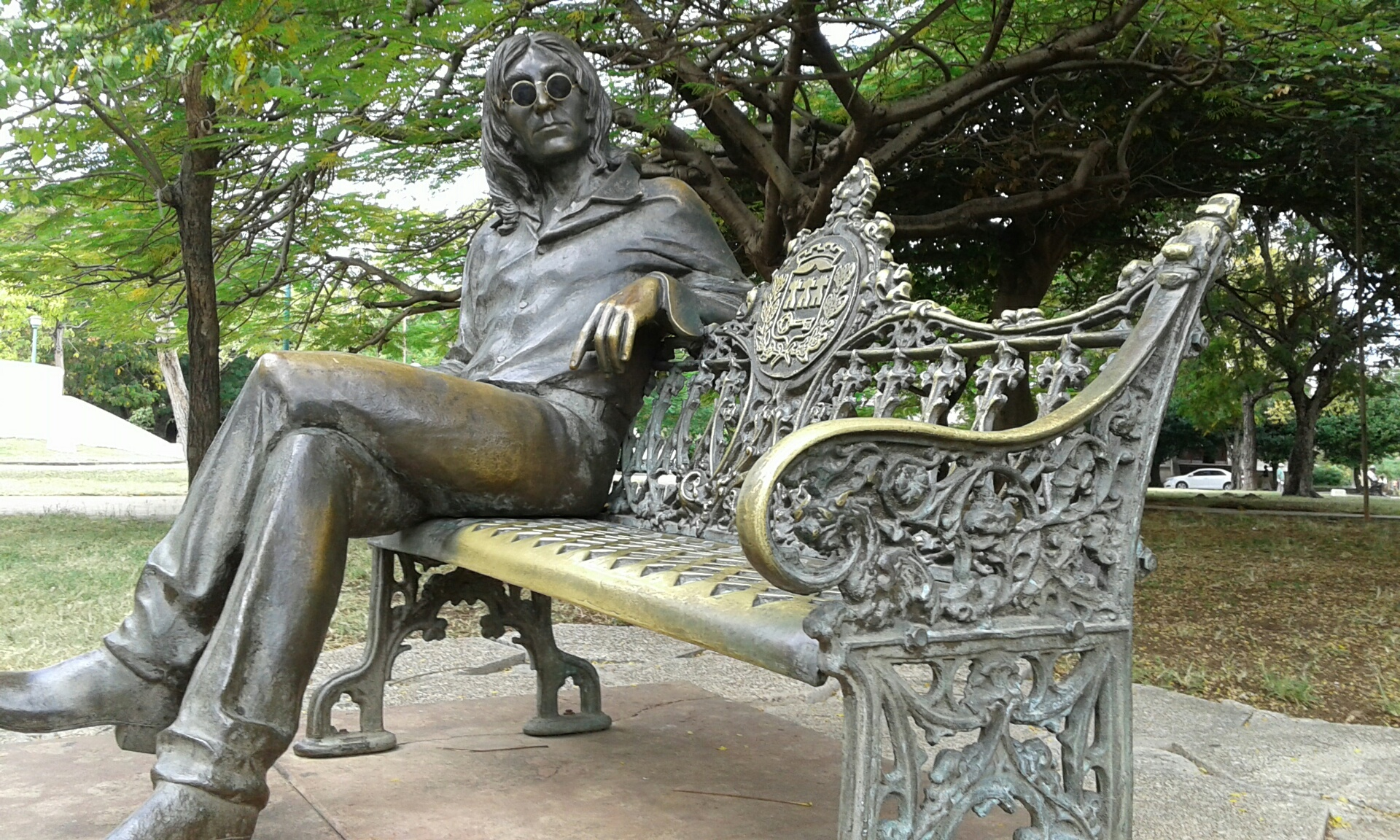